# Picot garser de l'Himàlaia
El picot garser de l'Himàlaia (Dendrocopos himalayensis) és una espècie d'ocell de la família dels pícids (Picidae) que habita la selva humida de l'Himàlaia entre 1000-3300 m, al nord-est de l'Afganistan, nord-est del Pakistan i nord de l'Índia.